# Aon Center
41°53′07″N 87°37′17″V / 41.88528°N 87.62139°V
Aon Center er en skyskraber i Chicago, Illinois. Den er med sine 346 meter og 83 etager Chicagos tredje højeste bygning, kun overgået af Willis Tower og Trump International Hotel and Tower. Oprindeligt hed den Standard Oil Building (i folkemunde Big Stan). Bygningen skiftede navn til Amoco Building i 1985 i forbindelse med at selskabet skiftede navn. Sit nuværende navn fik den i 2001.